# 1939 في بيرو
فيما يلي قوائم الأحداث التي وقعت خلال عام 1939 في بيرو.

## سياسة

### تعيين في المنصب
- 8 ديسمبر – مانويل برادو رئيس بيرو.

### انتهاء فترة المنصب
- 8 ديسمبر – أوسكار بينافيدس رئيس بيرو.

## رياضة
- 1 يناير – كأس أمريكا الجنوبية 1939

## مواليد

### فبراير
- 14 فبراير – خوسيه فرنانديز لاعب كرة قدم بيروفي.
- 19 فبراير – ألفريدو بريث تشنيكي كاتب بيروفي.

### مارس
- 2 مارس – إنريكه لابو ريفوريدو حكم كرة قدم بيروفي.

### مايو
- 11 مايو – خافيير غونزاليس لاعب كرة قدم بيروفي.